# پایگاه نیروی هوایی ایلسون
پایگاه نیروی هوایی ایلسون (به انگلیسی: Eielson Air Force Base) شهری در بخش فیربنکس نورث استار ایالت آلاسکا است که جمعیت آن در سرشماری سال ۲۰۰۰ میلادی ۵۴۰۰ نفر بوده‌است.